# 阿尔派恩县 (加利福尼亚州)
阿尔派恩县（英語：Alpine County）是位于美国加利福尼亚州东部的一个县，县治马克利维尔。根据美国人口普查局2000年的统计，人口比例中白人占73.68%、印第安人占18.87%。因境內內華達山脈神似阿尔卑斯山而得名。